# Półwysep Krymski
Półwysep Krymski, Krym (ukr. Кримський півострів, Krymśkyj piwostriw; Крим; ros. Крымский полуостров, Krymskij połuostrow; Крым; krymskotat. Къырым ярымадасы, Qırım yarımadası; Къырым, Qırım) – półwysep pomiędzy częścią północną Morza Czarnego a częścią zachodnią Morza Azowskiego, zwany w starożytności Chersonezem Taurydzkim bądź Taurydą, połączony jest z lądem tylko wąskim Przesmykiem Perekopskim, pomiędzy morzami Czarnym i Azowskim, a na wschodzie oddzielony od lądu Cieśniną Kerczeńską. Powierzchnia ok. 27 tys. km².
Krym de iure należy do Ukrainy, de facto zaś w 2014 r. Rada Najwyższa Republiki Autonomicznej Krymu ogłosiła deklarację niepodległości Autonomicznej Republiki Krymu, a następnie Republika Krymu, po przeprowadzeniu kontrowersyjnego referendum, została anektowana przez Rosję w postaci nowo powołanego Krymskiego Okręgu Federalnego Rosji. Ze swojej strony Rada Najwyższa Ukrainy zadeklarowała wprowadzenie na Krymie prawa regulującego życie na terenach okupowanych. Deklaracja niepodległości Krymu i wynikające z niej akty nie zostały uznane przez władze Ukrainy i większość społeczności międzynarodowej. 19 grudnia 2016 roku Zgromadzenie Ogólne ONZ poparło rezolucję w sprawie pogwałcenia praw człowieka na Krymie, rezolucja zawierała definicję Krymu jako «terytorium tymczasowo okupowanego» oraz «potwierdzenie nieuznania anektowania» półwyspu przez Rosję. Za rezolucją oddało głosy 70 państw członkowskich ONZ, przeciw – 26, 77 państw wstrzymało się oraz 20 nie brało udziału w głosowaniu. Analogiczna rezolucja w 2018 zyskała 67 głosów „za”, 26 „przeciw” oraz 82 wstrzymały się od głosu.

## Przynależność polityczno-administracyjna
W 1954 został przekazany z Rosyjskiej FSRR do Ukraińskiej SRR – najpopularniejsza wersja głosi, że z okazji trzechsetnej rocznicy ugody perejasławskiej, która zjednoczyła (według przyjętej w Związku Radzieckim interpretacji historii) Ukrainę z Rosją. W dokumentach dotyczących przekazania Krymu nie ma jednak o tym informacji. Istnieją różne wersje tłumaczące ten krok – według jednej Krym miał być osobistym darem I sekretarza KC Komunistycznej Partii Związku Radzieckiego Nikity Chruszczowa dla Ukrainy, co miało być „odkupieniem win” za jego działalność w tej republice w czasach stalinowskich. Inna sugeruje, że głównym powodem była gospodarka – nowi koloniści rosyjscy, przybyli na Krym po deportacji Tatarów, nie potrafili sobie poradzić w miejscowym klimacie. Według Chruszczowa potrzebni tam są ludzie, przywykli do ciepłego i suchego klimatu, tacy, którzy kochają sady i kukurydzę, a nie ziemniaki – czyli Ukraińcy. Według Siergieja Chruszczowa, decyzja jego ojca była czysto administracyjna i dotyczyła dużej, jak na ZSRR, inwestycji związanej z budową kanału wodnego łączącego północny Krym ze zbiornikiem Kachowskim na Dnieprze. Chodziło o uproszczone finansowanie przez jedną republikę kosztownych prac hydraulicznych. Forma przekazania Krymu Ukraińskiej SRR z jednej strony budzi wątpliwości co do jego zgodności z prawem (w warunkach radzieckich stanowiło to kwestię drugorzędną), zaś z drugiej – stała się podstawą dla poglądu (prezentowanego przez stronę rosyjską), że również po cesji samo miasto Sewastopol pozostało w granicach RFSRR; w praktyce ówczesnego ZSRR, traktowano je jako część USRR. Niemal cały obszar półwyspu wchodził w skład Autonomicznej Republiki Krymu; ponadto znajduje się tu miasto wydzielone (na prawach jednostki administracyjnej pierwszego rzędu) Sewastopol, zaś północna część należącej do Półwyspu Krymskiego Mierzei Arabackiej od 1955 przynależała do obwodu chersońskiego.
Zachodzące zmiany polityczne w ZSSR pod koniec lat 80. XX wieku i groźba jego rozpadu, zapoczątkowały rozmowy między RFSSR a USSR, co do przyszłości Krymu.
Rozważano różne rozwiązania – od autonomii w ramach Ukraińskiej SRR, do włączenia go w skład Rosyjskiej FSRR lub jako republiki związkowej w ramach ZSRR, a nawet jego pełnej niepodległości. Ostatecznie na sesji Obwodowej Rady Deputatów Krymu w Symferopolu, w dniu 12 listopada 1989, uchwalono deklarację, nadającą narodom Krymu prawo do utworzenia własnej państwowości w formie Krymskiej ASRR jako podmiotu Związku Radzieckiego.
Decyzję tę potwierdzono w referendum, zorganizowanym 20 stycznia 1990, w którym zadano pytanie: „Czy jesteś za odtworzeniem Krymskiej ASRR jako podmiotu ZSRR i uczestnika związkowej umowy?”. Wzięło w nim udział 1 441 019 osób (81,37% ogółu uprawnionych), spośród których odpowiedzi na „Tak” udzieliło 1 343 255 (92,26% głosujących).
W rezultacie 12 lutego 1990 Rada Najwyższa Ukraińskiej SRR uchwaliła prawo „Про відновлення Кримської Автономної Радянської Соціалістичної Республіки”, na mocy którego miały powstać na Krymie miejscowe organy władzy ustawodawczej i wykonawczej.
Umowa, jaką 19 listopada 1990 zawarły obie radzieckie republiki: rosyjska i ukraińska, zawierała punkt 6, który mówił, że umawiające się strony uznają wzajemnie swoją terytorialną całość w ramach istniejących obecnie w ZSRR granic wewnętrznych – nie dotyczą gdyby USSR wyszła z ZSRR i uzyskała niepodległość. Już w Rosji, 23 stycznia 1992 Rada Najwyższa podjęła uchwałę o zbadaniu konstytucyjności przekazania Krymu Ukraińskiej SRR w 1954. Ostatecznie 21 maja 1992 przyjęła uchwałę, w której uznała decyzję o przekazaniu Krymu z RFSRR do USRR, podjętą 5 lutego 1954, za nieważną od momentu jej podjęcia.
W odpowiedzi na to w dniu 29 kwietnia 1992 r. Rada Najwyższa w Kijowie przyjęła prawo „О статусе Автономной Республики Крим”, w którym poważnie ograniczono jego samodzielność.
30 lipca 1992 doszło jednak do wypracowania kompromisu w postaci przyjęcia prawa „О разграничении полномочий между органами государственной власти Украины и Республики Крым”, w którym Krym uzyskał dużą niezależność od kijowskiego centrum.
W styczniu 1994 wybory prezydenckie na Krymie wygrał Jurij Mieszkow, związany politycznie z Blokiem Rosja i Republikańską Partią Krymu. Z jego inicjatywy, Rada Najwyższa Krymu postanowiła wrócić do wariantu konstytucji w brzmieniu sprzed uzgodnionych ze stroną ukraińską poprawek. Nowo wybrany ukraiński prezydent, Leonid Kuczma, zdecydowanie jednak wystąpił przeciwko tym zmianom. Z jego inicjatywy 17 marca 1995, Rada Najwyższa Ukrainy przyjęła dwie ustawy: o zmianie konstytucji i niektórych ustaw. Zgodnie z ich postanowieniami, Republika Krymu nabywała status administracyjno-terytorialnej autonomii, w ramach Ukrainy, a krymska konstytucja musiała być zatwierdzona przez Radę Najwyższą w Kijowie. Miasto Sewastopol otrzymało status administracyjnej jednostki, wydzielonej ze składu autonomii Krymu, a podległej bezpośrednio władzy centralnej w Kijowie.
Kolejne decyzje prezydenta Kuczmy, dążącego do realnego ograniczenia autonomii Krymu, 28 czerwca 1996 doprowadziły do uchwalenia nowej konstytucji Ukrainy, w której zawarto zasady funkcjonowania Półwyspu Krym. Powstała administracyjna jednostka pod nazwą Autonomiczna Republika Krym. Posiadała ona swój parlament – Radę Najwyższą oraz Rząd na czele z premierem.
Powstanie Republiki Krymu jako jednostki administracyjnej Rosji związane jest z protestami na Ukrainie i wynikłego z nich kryzysu krymskiego. W wyniku tego kryzysu – dwie jednostki administracyjne Ukrainy, uznane w konstytucji z 1996 za terytorium Ukrainy – Republika Autonomiczna Krymu i miasto Sewastopol – zapowiedziały secesję i przyłączenie się do Rosji.
5 marca 2014 roku parlament lokalny Krymu ogłosił zamiar przeprowadzenia 16 marca 2014 regionalnego referendum (nieuznawanego przez władze Ukrainy) w sprawie poszerzenia autonomii Krymu, jednak już 11 marca połączone zgromadzenie radnych Rady Najwyższej Republiki Autonomicznej Krymu i Rady Miejskiej Sewastopola przyjęło deklarację niepodległości obu jednostek, jako Republiki Krymu. W deklaracji powołano się wprost na przypadek Kosowa i wyrok z 22 lipca 2010, w którym Międzynarodowy Trybunał Sprawiedliwości uznał, że jednostronna deklaracja niepodległości Kosowa, nie narusza prawa międzynarodowego do samostanowienia narodów o niepodległości.
17 marca 2014, nieuznawane przez Ukrainę, władze Autonomicznej Republiki Krymu, ogłosiły Krym niepodległym państwem oraz zwróciły się do Rosji o przyjęcie w jej skład. Tego samego dnia prezydent Rosji Władimir Putin podpisał dekret o uznaniu Krymu za suwerenne i niepodległe państwo. 18 marca 2014 podpisano umowę między Rosją a Republiką Krymu i miastem wydzielonym Sewastopol o włączeniu ich do Rosji jako nowych podmiotów federacji. Umowa ta weszła w życie z dniem ratyfikacji, co nastąpiło 21 marca 2014 roku. Tego samego dnia dokonano odpowiednich zmian w Konstytucji Rosji, dopisując do niej dwa nowe podmioty federacji – Republikę Krymu i miasto federalnego znaczenia Sewastopol, które włączono do nowo utworzonego Krymskiego Okręgu Federalnego. Zarówno deklaracja niepodległości Krymu, jak i następne akty nie zostały uznane przez władze Ukrainy i społeczność międzynarodową. Tylko mały skrawek Krymu – północna część Mierzei Arabackiej – pozostał pod kontrolą Ukrainy.

## Geografia

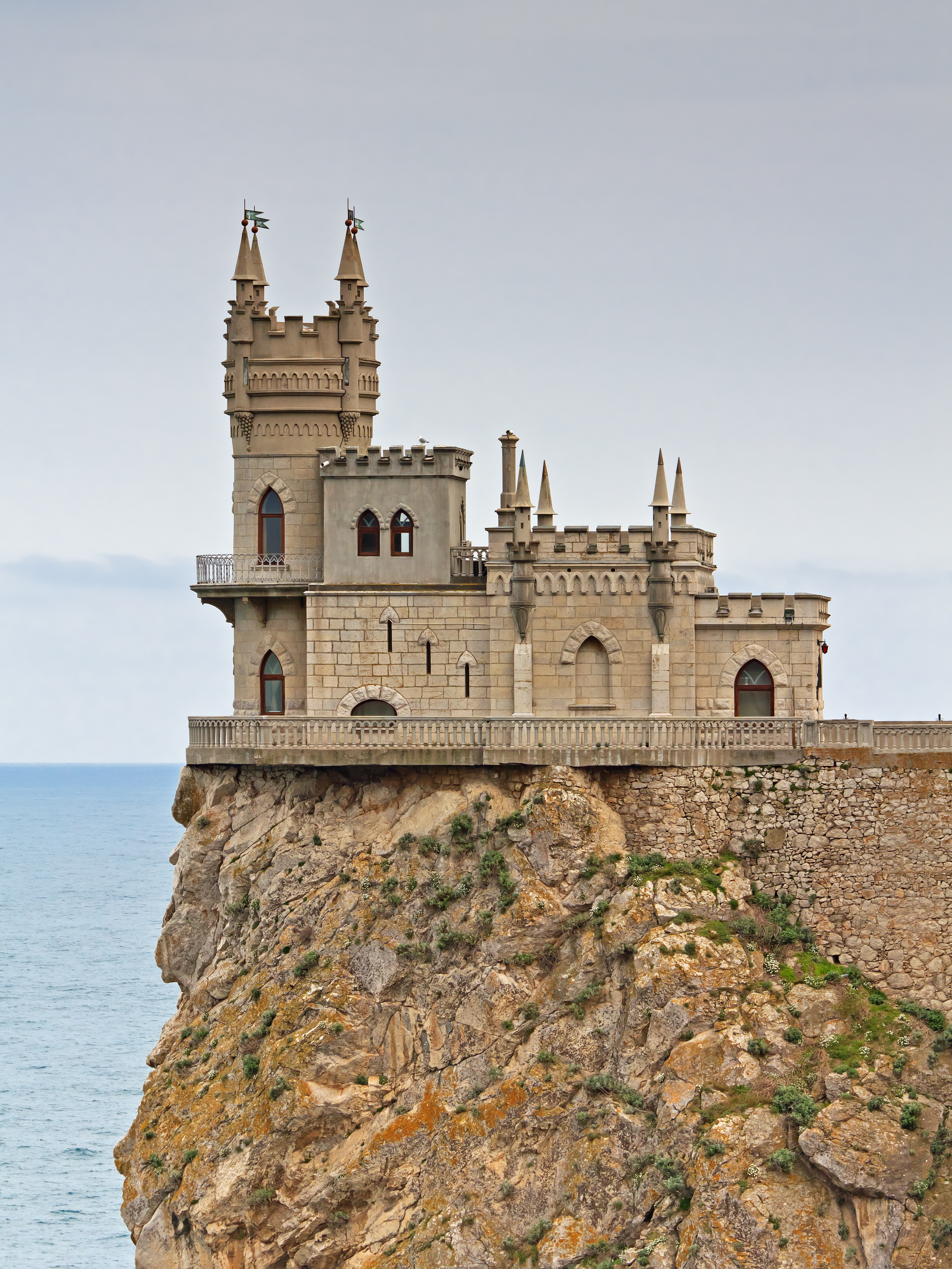
Jaskółcze Gniazdo na południowym wybrzeżu Krymu

W części wschodniej, obok Cieśniny Kerczeńskiej, wznoszą się góry Jaiłu, otaczające cały brzeg południowy i ku północy rozdzielające się na kilka równoległych łańcuchów gór, pokrytych gęstym lasem. Na północy przechodzą w step, zajmujący większą część półwyspu. Najwyższym szczytem Gór Krymskich jest Roman-Kosz o wysokości 1545 m n.p.m., drugim szczytem – Czatyr-Dah (starożytne Mons Trapezus, 1527 m n.p.m.).
Półwysep Krymski ze stałym lądem łączy Przesmyk Perekopski.
Na południu Krymu znajduje się dużo malowniczych miejscowości, warowni, ruin starożytnych gmachów, klasztorów, meczetów tatarskich, pięknych ogrodów i gajów oliwnych, natomiast w części północnej Krymu się ich prawie nie spotyka. Klimat łagodny umożliwia rozwój roślinności o charakterze podzwrotnikowym. Doliny, poprzecinane strumieniami i zatokami, są żyzne i urodzajne.
Krym dzieli się na trzy rejony:
- Krym Górski – obejmujący południową część półwyspu;
- Krym Stepowy – obejmujący równinną część północną;
- Półwysep Kerczeński – we wschodniej części.

Krymskie rzeki są krótkie i w większości okresowe – wysychają latem, nie dopływając do morza, przyczynia się do tego także znaczny pobór ich wód na potrzeby populacji. Najdłuższą jest Sałhir (232 km), a w dalszej kolejności Alma (84 km), Kacza (69 km), Belbek (63 km), Bułhanak (52 km) i Czorna (41 km).
W tym okresie zwiększają aktywność także znane wodospady krymskie. Najwyższy z nich, Uczan-Su (z tat. „padająca woda”), ma 98,5 m wysokości, ale latem prawie zanika. Natomiast największy wodospad Krymu, Dżur-Dżur, który ma 15 m wysokości, jest aktywny cały rok.

## Ludność

### Zarys historyczny
W pierwszym ćwierćwieczu XVIII wieku ludność Krymu (należał w większości do Chanatu Krymskiego, a pewne części do Turcji) stanowiła ok. 467 tys. (95,1% Tatarzy krymscy, 2,6% Grecy, 2,1% Ormianie, 0,2% Krymczacy i Karaimi). To była największa liczba mieszkańców Krymu przed podbojem rosyjskim, gdyż po wojnie rosyjsko-tureckiej 1768−1774 ludność zmniejszyła się do 454,7 tys., ale później całą ludność chrześcijańską (Grecy i Ormianie, łącznie 31 tys.) na rozkaz carycy rosyjskiej Katarzyny II wysiedlono z Krymu, tworząc kolonie greckie na północ od Morza Azowskiego (okolice Mariupola) oraz kolonię ormiańską Nor-Nachiczewan w pobliżu Rostowa nad Donem (obecnie miasnikowski rejon podmiejski obwodu rostowskiego, ormiańskie miasto Nachiczewan w 1928 przyłączono do Rostowa).
Przed wcieleniem do Imperium Rosyjskiego i w pierwszych latach po aneksji, z Krymu do Imperium Osmańskiego wyjechała większość ludności tatarskiej (w tym ok. 200 tys. osiedlono w Rumelii na terenie obecnej Bułgarii południowej). Do 1785 ludność Krymu spadła do 46,5 tys. płci męskiej (w tym Tatarzy krymscy 84,1%, czyli 39,1 tys.). Ludności greckiej i ormiańskiej wcześniej wysiedlonej do Rosji zabroniono powrotu na Krym, ale przesiedleńcom z Turcji czasem darowywano ziemie na Krymie (Grekom w Bałakławie).
Po wojnie rosyjsko-tureckiej 1787−1791 nasilił się napływ ludności z Rosji. Tak w 1793 ludność Krymu stanowiła 128 tys. (w tym Tatarzy krymscy 87,8%, Grecy 2%, Romowie 2,6%, Ormianie 0,6%, Żydzi 1,2%, jak też Rosjanie 5% i Ukraińcy 0,7%), w 1835 na Krymie mieszkało już 279,4 tys. (w tym Tatarzy krymscy 83,5%, Rosjanie 4,4%, Ukraińcy 3,1%, Romowie 2,4%, Grecy 2%, Ormianie 1,5%, Karaimi 1,1%, Żydzi 0,9%, Niemcy 0,7%, Bułgarzy 0,4%).
Kilka lat przed wojną krymską (w 1850) ludność Krymu wzrosła do 343,5 tys. (w tym 77,8% Tatarzy krymscy, 7% Ukraińcy, 6,6% Rosjanie, 2% Grecy, 1,9% Romowie, 1,3% Karaimi, 1% Ormianie, 1% Niemcy, 0,9% Żydzi, 0,5% Bułgarzy). W czasie wojny krymskiej część Tatarów aktywnie uczestniczyła w wojnie przeciw Rosji i po wojnie wyemigrowała wraz z rodzinami do Turcji (ok. 18,5 tys.). Władze rosyjskie w czasie wojny dokonały wysiedlenia znacznej części Tatarów ze strefy nadmorskiej Krymu w głąb terenu. Ludność Krymu zmalała do 331,3 tys. w 1858 (73% Tatarzy krymscy, 12,6% Rosjanie, 4% Ukraińcy, 2,4% Grecy, 2% Romowie, 1,8% Żydzi, 1,5% Niemcy, 1,3% Ormianie, 0,8% Karaimi, 0,6% Bułgarzy).
Drugi exodus Tatarów z Krymu miał miejsce na początku lat 60. XIX wieku.
Tatarzy krymscy tracili stopniowo swoje ziemie. Na początku XIX w. w posiadaniu Tatarów pozostawało 30% gruntów ornych, lecz w połowie XIX w. ich obszar zmniejszył się dwukrotnie, przy tym ludność tatarska wzrosła z 140 do 240 tys., to spowodowało, że 52% chłopów tatarskich nie posiadało ziemi. Dążenie do wolności i ziemi, jak też propaganda islamska, spotęgowane przez działania władz rosyjskich (zabroniono powrotu do domów ludności wysiedlonej w czasie wojny), spowodowały masowe odejście ludności tatarskiej do Imperium Osmańskiego. Ogólny ubytek ludności Krymu w 1860 wyniósł 117 tys. – z 306 tys. do 189 tys. osób. W latach 1861–1862 wyjechało jeszcze 15 tys. Tatarów. Przesiedleńców ulokowano głównie na terenie Dobrudży południowej (w obecnej Bułgarii). Razem z Tatarami wyjechali też Nogajowie z Kubania. Emigrantów wywożono drogą morską, przy tym ok. 60 tys. zginęło w morzu z wyczerpania, chorób i z powodu zatonięcia statków. Mimo bardzo trudnych warunków w miejscu osiedlenia tylko bardzo mała część emigrantów wyraziła chęć powrotu na Krym, ale władze rosyjskie nie sprzyjały temu.
W wyniku emigracji całkowicie opustoszało 278 osiedli w ujezdzie perekopskim, 20 w ujezdach symferopolskim i jałtańskim, oraz 196 w eupatoryjskim. Znaczne połacie ziemi opustoszały i jej cena spadła 7-krotnie. Do prac polowych używano wojska. W 1864 ludność Krymu wynosiła 198,7 tys. (w tym 50,3% Tatarzy krymscy, 28,5% Rosjanie i Ukraińcy, 6,5% Grecy, 5,3% Żydzi, 2,9% Ormianie, 2,7% Niemcy, 1,7% Karaimi, 1,6% Bułgarzy). To był ostatni moment, kiedy Tatarzy Krymscy stanowili większość na Krymie.
Pierwszy spis powszechny Rosji w 1897 odnotował gwałtowny wzrost ludności Krymu (w wyniku przyrostu naturalnego, ale głównie napływu) do 546,7 tys. (w tym Tatarzy krymscy 35,7%, Rosjanie 33,1%, Ukraińcy 11,8%, Niemcy 5,8%, Żydzi 4,4%, Grecy 3,1%, Ormianie 1,5%, Bułgarzy 1,3%, Polacy 1,2%, Turcy 0,3%). Osadnicy niemieccy stanowili aż 23% ludności pow. perekopskiego, 12% pow. eupatoryjskiego i 4% pow. symferopolskiego. Bułgarzy mieszkali głównie w pow. teodozyjskim, gdzie stanowili 5% ludności. W pow. perekopskim pojawili się osadnicy czescy i estońscy. W ujezdach kontynentalnych guberni taurydzkiej (berdiański, melitopolski, dnieprowski) dominowali Ukraińcy, przed Rosjanami. W ujezdach Krymu (symferopolski, eupatoryjski, jałtański, teodozyjski) dominowali Tatarzy przed Rosjanami, w ujeździe perekopskim u nasady półwyspu istniała równowaga czterech narodowości (Tatarzy, Rosjanie, Ukraińcy, Niemcy), w gradonaczalstwach (miastach wydzielonych) Sewastopol i Kercz-Jenikale zdecydowaną większość stanowili Rosjanie, którzy dominowali również w miastach guberni.
W 1902–1903 ruszyła nowa fala uchodźstwa ludności tatarskiej do Turcji. Jak i dawniej przyczyny były natury gospodarczej (odsetek gospodarstw tatarskich nieposiadających własnej ziemi sięgnął 64%). Do Turcji zdążyło wyjechać 13 tys. osób narodowości tatarskiej, ale władze rosyjskie zabroniły dalszego wydawania paszportów, by zapobiec masowej ucieczce Tatarów.
Od 1921 do czerwca 1922 Krym – podobnie jak sąsiednie rejony Ukrainy, Rosji (Powołże) i Kazachstanu – dotknęła klęska głodu, pogarszana jeszcze rekwizycjami płodów rolnych przez władze bolszewickie. Na terenie Krymu zmarło z głodu około 100 tys. osób, 50 tys. ludzi opuściło półwysep szukając pożywienia, co łącznie oznaczało ubytek 21% mieszkańców tego rejonu. Klęską dotknięte były głównie rolnicze obszary zamieszkane przez Tatarów. Podczas gdy w Bakczysaraju zmarło z głodu 55% mieszkańców, w Biłohirsku 48%, to w Symferopolu 13%, zaś w Sewastopolu 11%.
W okresie 1929–1930 miała miejsce kolektywizacja, połączona z represjami wobec duchowieństwa (w tym muzułmańskiego) oraz narzuceniem językowi krymskotatarskiemu w 1928 alfabetu łacińskiego zamiast arabskiego, zaś w latach 1931–1933 kiedy Ukrainę i niektóre regiony Rosji (w tym Kubań i Kazachstan) nawiedziła śmiertelna klęska głodowa, wielki głód ominął Krym. W okresie wielkiego terroru w latach 1937–1938 NKWD przeprowadził dużą akcję przeciwko dotychczasowej elicie komunistów i inteligencji (w tym i krymskotatarskiej). W sumie wydarzenia te, po 1922, doprowadziły do śmierci kolejnych 40 tys. Tatarów krymskich; tym niemniej liczba Tatarów krymskich wzrosła z 179 tys. według spisu z 1926 do 219 tys. według spisu z 1939.
W czasie II wojny światowej, władze sowieckie dokonały latem 1941 deportacji z Krymu ludności niemieckiej, a w czasie okupacji hitlerowskiej władze okupacyjne wymordowały ludność żydowską, krymczacką oraz romską. W akcjach eksterminacyjnych brały udział też krymskotatarskie oddziały ochotnicze. Mordów na ludności cywilnej dokonywano także w czasie akcji pacyfikacyjnych spowodowanych aktywną partyzantką sowiecką. W myśl planów niemieckich Krym zasiedlony miał być przez Niemców i nosić nazwę Gotenland (Kraj Gotów). Po wyzwoleniu Krymu przez Armię Czerwoną w maju 1944, Józef Stalin, pod pretekstem, że w czasie okupacji ludność krymskotatarska kolaborowała z niemieckimi najeźdźcami, zadecydował o wysiedleniu wszystkich Tatarów krymskich oraz Ormian, Greków i Bułgarów z Krymu do sowieckich republik Azji Środkowej (przede wszystkim Uzbeckiej SRR). Formalną decyzję w tej sprawie podjął 11 maja 1944 Państwowy Komitet Obrony ZSRR, decyzja była sygnowana przez Stalina. Główną akcję deportacyjną przeprowadził NKWD w dniach 18–20 maja 1944. W czasie akcji wysiedlono z Krymu około 200 tysięcy Tatarów krymskich. W miejsce wysiedleńców przybyli osadnicy, głównie rosyjscy i ukraińscy.

### Ludność Krymu 1795−2001
| Ludność Krymu      | 1795 | 1816  | 1835  | 1850  | 1858  | 1864  | 1897  | 1917  | 1920  | 1926  | 1934  | 1937  | 1939 | 1959  | 1979    | 1989    | 2001    |
| ------------------ | ---- | ----- | ----- | ----- | ----- | ----- | ----- | ----- | ----- | ----- | ----- | ----- | ---- | ----- | ------- | ------- | ------- |
| Ogólnie, w tys.    | 467  | 454,7 | 156,4 | 212,6 | 279,4 | 343,5 | 331,3 | 198,7 | 546,7 | 749,8 | 718,9 | 713,8 | 832  | 996,8 | 1 123,8 | 1 201,5 | 2 135,9 |
| Tatarzy krymscy, % | 87,6 | 85,9  | 83,5  | 77,8  | 73    | 50,3  | 35,6  | 28,7  | 26    | 25,1  | 23,8  | 20,7  | 19,4 | –     | 0,7     | 1,6     | 12,1    |
| Rosjanie, %        | 4,3  | 4,8   | 4,4   | 6,6   | 12,6  | 28,5  | 33,1  | 41,2  | 44,1  | 42,2  | 44    | 47,7  | 49,6 | 71,4  | 68,4    | 67,1    | 58,3    |
| Ukraińcy, %        | 1,3  | 3,7   | 3,1   | 7     | 4     | –     | 11,8  | 8,6   | 7,4   | 10,9  | 10,9  | 12,9  | 13,7 | 22,3  | 25,6    | 25,8    | 24,3    |

### Stan obecny
Krym zamieszkuje około 2,4 mln ludzi. Większość ludności (60,40%) stanowią Rosjanie. Oprócz nich żyją tam Ukraińcy (24,01%) i Tatarzy krymscy (10,21%). Ci ostatni stanowili ok. 20% ludności półwyspu do 18 maja 1944 roku, tj. do czasu, gdy w ramach stalinowskich represji za kolaborację (często domniemaną) z Niemcami zostali wysiedleni i zesłani do Azji Środkowej. Obecnie część tatarskich wysiedleńców i ich potomków powraca na Krym (m.in. z Uzbekistanu), gdzie jednak napotykają liczne problemy natury ekonomicznej i formalno-prawnej, np. utrudnienia w uzyskaniu prawa pobytu i obywatelstwa.
Dawniej na Krymie żyła również spora społeczność karaimska, której śladami są ogromne karaimskie nekropolie, m.in. pod skalnym miastami Czufut-Kale i Mangup. Jednak obecnie Krym zamieszkuje kilkuset Karaimów, z tego nieco ponad 300 w Teodozji.
Sytuacja mniejszości tatarskiej uległa gwałtownemu pogorszeniu po aneksji Krymu. Stali się grupą dyskryminowaną i represjonowaną. Władze rosyjskie na Krymie zadeklarowały języki ukraiński oraz krymskotatarski jako oficjalne obok rosyjskiego. Jednocześnie władze rosyjskie twierdzą, że w porównaniu z rokiem 2013 (ostatnim, w którym Krym znajdował się pod kontrolą ukraińską), w roku 2019 liczba uczniów kształcących się w języku krymskotatarskim wzrosła o 13%, jednocześnie liczba uczniów uczących się języka krymskotatarskiego wzrosła o 19%; liczba dzieci w przedszkolach kształcących się w języku krymskotatarskim wzrosła w 2019 roku w porównaniu z 2013 o 36%.
Najbardziej rozpowszechnionym na Krymie jest język rosyjski – 79,1% ludności zadeklarowało go jako język ojczysty, natomiast język ukraiński zadeklarowało 9,6% (2,5 raza mniej niż odsetek ludności ukraińskiej, gdyż większość Ukraińców używa rosyjskiego), język krymskotatarski zadeklarowało też 9,6% ludności Krymu.

### Miasta

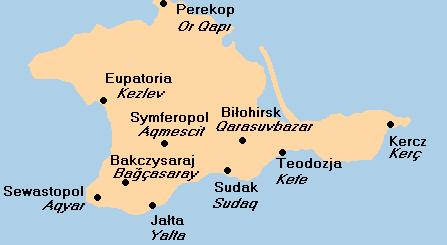
Mapa Krymu z zaznaczonymi większymi miastami

Główne miasta półwyspu to: Symferopol, Sewastopol, Bakczysaraj (dawniej druga po Eski Krym (Starym Krymie) stolica Chanatu krymskiego), Eupatoria, Bałakława, Jałta, Sudak, Kaffa (Teodozja) i Kercz (z twierdzą Jenikale).
| miejscowość     | nazwa rosyjska  | nazwa ukraińska  | nazwa krymskotatarska | uwagi        |
| --------------- | --------------- | ---------------- | --------------------- | ------------ |
| Symferopol      | Симферополь     | Сімферополь      | Aqmescit              |              |
| Sewastopol      | Севастополь     | Севастополь      | Aqyar                 |              |
| Bakczysaraj     | Бахчисарай      | Бахчисарай       | Bağçasaray            |              |
| Eupatoria       | Евпатория       | Євпаторія        | Kezlev                | pol. Kozłów  |
| Jałta           | Ялта            | Ялта             | Yalta                 |              |
| Sudak           | Судак           | Судак            | Sudaq                 |              |
| Teodozja        | Феодосия        | Феодосія         | Kefe                  |              |
| Kercz           | Керчь           | Керч             | Keriç                 |              |
| Armiańsk        | Армянск         | Армянськ         | Ermeni Bazar          |              |
| Ałupka          | Алупка          | Алупка           | Alupka                |              |
| Ałuszta         | Алушта          | Алушта           | Aluşta                |              |
| Biłohirsk       | Белогорск       | Білогірськ       | Qarasuvbazar          |              |
| Dżankoj         | Джанкой         | Джанкой          | Canköy                |              |
| Krasnoperekopsk | Красноперекопск | Красноперекопськ | Krasnoperekopsk       |              |
| Perekop         | Перекоп         | Перекоп          | Or Qapı               | pol. Przekop |
| Saki            | Саки            | Саки             | Saq                   |              |
| Stary Krym      | Старый Крым     | Старий Крим      | Eski Qırım            |              |

## Historia

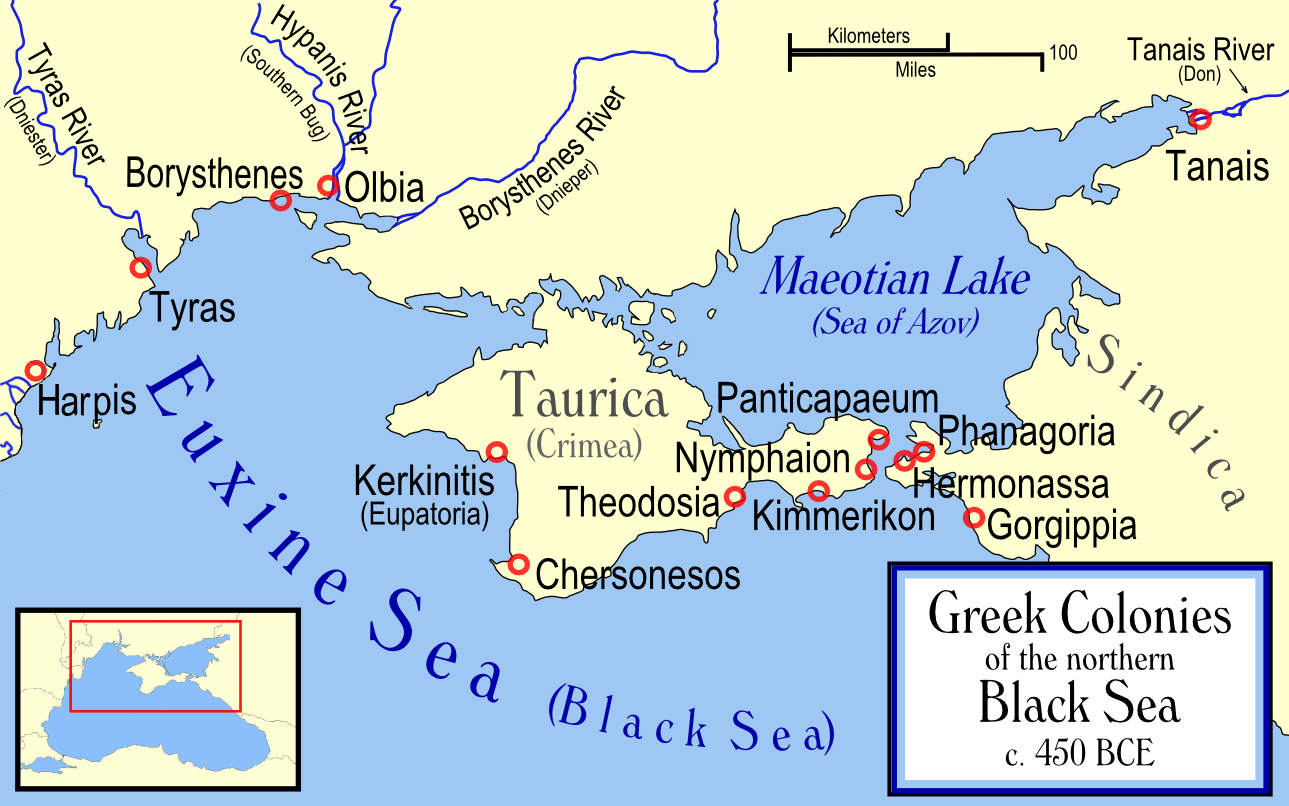
Kolonie greckie na Krymie ok. 450 r. p.n.e.

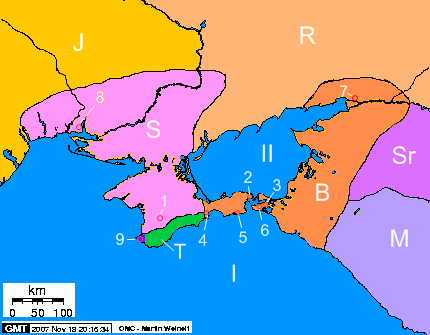
Krym i jego sąsiedzi w II wieku p.n.e.:
1) Neapol Scytyjski, 2) Pantikapajon, 3) Fanagoria, 4) Teodozja, 5) Kimmerikon, 6) Hermonassa, 7) Tanais, 8) Olbia, 9) Chersonez Taurydzki, S) Państwo Scytów, B) Królestwo Bosporańskie, J) Jazygowie, R) Roksolanie, Sr) Syrakowie, M) Meotowie, T) Taurowie

### Starożytność
Pierwszymi znanymi z nazwy mieszkańcami półwyspu byli Taurowie (wywodzeni czasami z kultury Kemi-Oba), potem Kimerowie. W VII w. p.n.e. stepy czarnomorskie zaludnili Scytowie (pochodzenia irańskiego), tworząc potężne państwo, które przetrwało pomiędzy Dunajem i Donem do II w. p.n.e., a następnie po jego zniszczeniu w 331 r. p.n.e. przez jednego z wodzów Aleksandra Macedońskiego i najazdach Sarmatów, część Scytów stworzyła nowe państwo na Krymie.
W VII w. p.n.e. i VI w. p.n.e. pojawiają się miasta – kolonie i państwa greckie, m.in. Chersonez Taurydzki (w okolicach obecnego Sewastopola), Pantikapajon (dzisiejszy Kercz). W celu obrony przed koczownikami około 480 roku p.n.e. we wschodniej części Krymu wokół Pantikapajonu (Kerczu) tworzy się założone przez 30 miejscowości silne Królestwo Bosporańskie, w którym panowała kultura grecka i które w IV wieku p.n.e. opanowało handel na terenach władanych przez Scytów.
W południowej części Krymu mieszkali Taurowie, a północna część była opanowana przez Scytów, których stolicą był Neapol Scytyjski, będący ośrodkiem ich nowego państwa zorganizowanego w III wieku p.n.e. Scytowie zostali pokonani w II w. p.n.e. przez armię króla Pontu Farnakesa I. Ataki Scytów na greckie Chersonez, Pantikapajon i Teodozję spowodowały kolejną interwencję państwa Pontu, którego władca Mitrydates VI Eupator w 110 p.n.e. wysłał na Krym armię pod wodzą Diofantosa, która pobiła Scytów króla Palakosa i wspierających ich Taurów oraz zdobyła Neapol Scytyjski i Chabon. Ponowne starcia wybuchły w 108 r. p.n.e., jednak ponownie Scytowie zostali pokonani, co spowodowało zwiększenie znaczenia miast greckich i Pontu na Krymie. W 107 r. p.n.e. wybuchło powstanie scytyjskiego niewolnika Saumakosa, które stłumiły wojska Pontu. W połowie I wieku n.e. Scytowie oblegli znowu grecki Chersonez Taurydzki, któremu na odsiecz przyszły wojska rzymskie pod dowództwem namiestnika Mezji Dolnej Plaucjusza Sylwanusa, który odparł Scytów. W I w. p.n.e. Królestwo Bosporańskie podporządkowuje się Rzymowi. W ciągu I – II wieku n.e. dochodziło do zatargów zbrojnych Scytów z Królestwem Bosporańskim. W III wieku n.e. państwo Scytów krymskich najechali Goci, którzy zburzyli Neapol Scytyjski i inne miasta scytyjskie. Wydarzenie to było równoznaczne z upadkiem państwa scytyjskiego.
U schyłku IV w. n.e. stepowe obszary środkowego i północnego Krymu opanowali Hunowie wypierając resztki Taurów i Scytów. Hunowie jednak nie zdołali podbić ani Chersonezu, ani Bosporu. W VI w. n.e. w obu tych państwach greckich dominującą religią staje się chrześcijaństwo, które pojawiło się tu na przełomie III/IV w. i stopniowo zdobywało wpływy.

### Średniowiecze

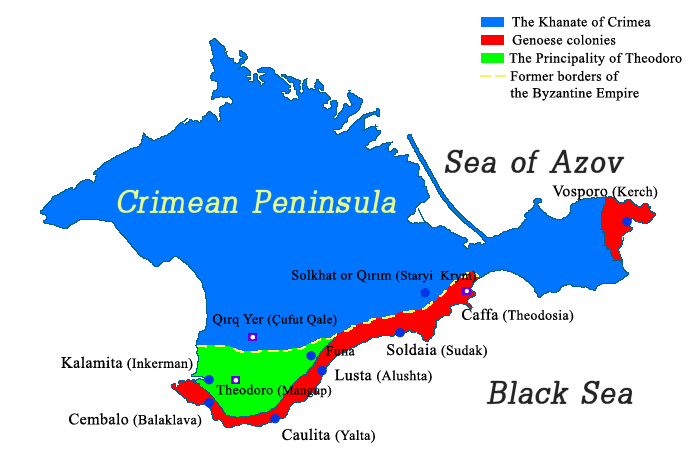
Kolonie Genui na Krymie oraz księstwo Teodoro przed 1475 r.

W VI w. n.e. aktywne działania polityczne i militarne Cesarstwa Bizantyjskiego doprowadzają do znacznego poszerzenia wpływów tego państwa na Krymie. Centrum posiadłości bizantyjskich stał się Chersonez Taurydzki na zachodnim wybrzeżu, gdzie na rozkaz Justyniana Wielkiego gruntownie odnowiono i poszerzono fortyfikacje, a Justyn II ustanowił siedzibę naczelnego wodza wojsk na Krymie. Justynian Wielki zajął Królestwo Bosporańskie (Bospor), a także cały południowy Krym między Bosporem a Chersonezem, gdzie kazał wznieść szereg twierdz. W latach 70. i 80. VI w. doszło do krótkiego najazdu plemion tureckich, które spustoszyły południowy Krym wraz ze stolicą Bosporu. Po wycofaniu się koczowników Bizancjum wzniosło kolejne twierdze górskie w południowym Krymie, m.in. Eski-Kermen i Czufut-Kale. Pod koniec VII w. na Krym dotarli koczowniczy Chazarowie pochodzenia tureckiego, ustanawiając swoją władzę nad częścią tego regionu, przy czym wśród naukowców nie ma zgody co do zasięgu kaganatu chazarskiego na półwyspie.
W 695 do Chersonezu zesłano obalonego cesarza Justyniana II, który spiskując naraził się na próbę aresztowania przez władze miejskie. Justynian II zbiegł do Chazarów, później do Bułgarów i ostatecznie w 705 r. odzyskał tron. Po umocnieniu się na tronie, wysłał w 711 r. ekspedycję karną przeciwko miastom krymskim, które nie poparły go w czasie spisku. Doszło do rzezi ludności i patrycjatu Chersonezu, przygotowywano także egzekucje w innych miastach. Jednak grecka ludność Krymu weszła w sojusz z Chazarami i częścią wojsk ekspedycyjnych, wybrała na cesarza zesłanego na Krym Ormianina Bardanesa, który zdołał pokonać Justyniana II.
Pod koniec X w. wielki książę kijowski Włodzimierz I – pokonawszy Pieczyngów i Kumanów – rozszerzył granice swego państwa aż do Krymu. W 988 roku Włodzimierz przyjął w Chersonezie chrzest i wziął za żonę siostrę cesarza bizantyjskiego.
Około 1240 roku Krym opanowali Mongołowie i włączyli go do państwa Złota Orda. W 1427 roku Złota Orda rozpadła się, co doprowadziło do powstania Chanatu Krymskiego, na czele którego stanął Hadżi Girej. Do 1441 Krym należał do chanatu Kipczak.
W XIV wieku w południowo-zachodniej części Krymu powstało państwo Teodoro, którego grecka ludność wyznawała prawosławie. Po odbudowie ze zniszczeń po najeździe Tamerlana pod koniec XIV wieku Teodoro podjęło ekspansję, tocząc wojny z koloniami Genui, trwające w latach 1422–1424 i 1433–1441. W 1475 roku Krym został zaatakowany przez Turków, którzy w maju zdobyli genueńską Kaffę (Teodozję), a w grudniu skalne miasto Mangup, stolicę Księstwa Teodoro. Turcy podporządkowali sobie także Chanat Krymski. Wkrótce jednak półwysep rozkwitł ponownie, głównie dzięki koloniom genueńskim, z których najważniejszą była Kaffa.

### Chanat Krymski
Po rozbiciu przez Tamerlana ordy Kipczackiej, założony został na Krymie na początku XV w. niepodległy Chanat Krymski. Pierwszym chanem był Edyga, potem godność chańska była dziedziczna w rodzie Girejów. Chanowie krymscy wkrótce doszli do wielkiej potęgi, najeżdżając Polskę i państwo moskiewskie. Chanowie krymscy od czasu zajęcia przez Turków południowego Krymu w 1475 byli wasalami sułtanów tureckich, którzy ustanowili w Kaffie tureckiego urzędnika sprawującego nadzór nad chanem. Największe natężenie najazdów Tatarów na Polskę przypadło na lata 1474–1534, a później na lata 1605–1633. Rozkwit Chanatu Krymskiego miał miejsce po 1637 roku, gdy pokonał Ordę Budziacką. Po przegranej przez Turcję wojnie z Rosją i podpisaniu traktatu w Küczük Kajnardży w 1774 roku, ostatni chan Şahin Girej przyjął zwierzchnictwo Rosji, ale po aneksji Krymu przez Rosję w 1783 roku złożył urząd i wtedy cały Krym przeszedł pod władanie Rosji.

### Panowanie rosyjskie
Po przyłączeniu Krymu do Rosji zmniejszała się populacja mieszkańców (w związku z masowym exodusem przytłaczającej większości ludności krymskotatarskiej i tureckiej na teren Imperium Tureckiego), rosła też bieda. Pod koniec XVIII w. liczba ludności Krymu nie wynosiła więcej niż 60 tysięcy osób (dla porównania: sama Kaffa liczyła w czasach rozkwitu przeszło 80 tysięcy). W XIX w. jednak znowu zaczęła się podnosić. W latach 1854–1855 Krym stał się polem walki między Rosją a mocarstwami sprzymierzonymi w wojnie krymskiej. Kolonizacja rosyjska szła opornie – nie udała się za czasów Katarzyny II, w związku z surowymi warunkami życia. W XIX wieku zaczęli osiedlać się na Krymie również Ukraińcy. W tym czasie Krym należał do guberni taurydzkiej.

### Lata 1917–1942
Zjazd krymskotatarski, który odbył się w Symferopolu w dniach 1–2 października 1917, postanowił zwołać parlament tatarski – Kurułtaj, który zebrał się w grudniu, wybrał rząd i Dyrektoriat (kolektywna prezydentura) na czele z Czembejem i po przewrocie bolszewickim w Piotrogrodzie proklamował Krymską Republikę Ludową. Tymczasem w Symferopolu 13 stycznia 1918 władzę opanowali rosyjscy bolszewicy, którzy jednak byli za słabi, by podporządkować sobie Tatarów. Ukraińska Centralna Rada w listopadzie 1917 przyłączyła 3 powiaty północne Krymu, wchodząc w konflikt z Rosjanami i Tatarami. URL formalnie przejęła 13 marca 1918 flotę wojenną i handlową Rosji na Morzu Czarnym i wysłała Dywizję Zaporoską płk. Petra Bołboczana celem opanowania Krymu. W walkach z bolszewikami Bołboczan dotarł 29 kwietnia 1918 pod Symferopol i tego samego dnia przyłączyli się do Ukraińskiej Republiki Ludowej marynarze floty w Sewastopolu.
W 1918 protektorat nad Krymską Republiką Ludową sprawowali Niemcy. Na stanowisku premiera rządu krymskiego zastąpili oni Dżafera Sejdahmeta, który reprezentował orientację proturecką, gen. Maciejem Sulkiewiczem. W październiku 1918 armia niemiecka wycofała się z Krymu. Ponieważ Niemcy zakazali tworzenia armii KRL po ich wycofaniu Krym zajęła Armia Ochotnicza gen. Antona Denikina. Pod koniec października, po ustąpieniu Sulkiewicza, utworzono rząd Solomona Kryma, mający poparcie dowódcy Armii Ochotniczej – Antona Denikina. Wówczas to władze Republiki Krymskiej za pośrednictwem ministra spraw zagranicznych Dżafara Sejdameta przebywającego wówczas w szwajcarskiej Lozannie zwróciły się do Ligi Narodów (za pośrednictwem polskiego przedstawiciela w Bernie) o udzielenie Polsce mandatu nad Krymem. Rząd Solomona Kryma działał do kwietnia 1919, kiedy to Krym zajęła na krótko Armia Czerwona, proklamując Krymską Socjalistyczną Republikę Radziecką, której komisarzem został Dmitrij Uljanow (brat Lenina). Był to koniec Krymskiej Republiki Ludowej.
W czerwcu 1919 Siły Zbrojne Południa Rosji pod dowództwem gen. Denikina wyparły bolszewików z Krymu. W kwietniu 1920 r., po serii klęsk białych, Anton Denikin zrzekł się dowództwa i wyjechał za granicę, a jego następcą został Piotr Wrangel, traktujący Krym jak podbite terytorium. Rządził on do listopada 1920. 12 listopada 1920 Armia Czerwona przerwała umocnienia na Przesmyku Perekopskim i rozpoczęła zajmowanie Krymu. Rozpoczęła się szybka ewakuacja rosyjskich oficerów, kupców i urzędników wraz z rodzinami drogą morską do Konstantynopola – w ciągu kilku dni wyjechało około 170 tysięcy ludzi. Rozpoczął się okres czerwonego terroru, którym kierował Béla Kun. W ramach czerwonego terroru doszło do masowych zabójstw jeńców wojennych, represje miejscową ludność krymskotatarską objęły w małym stopniu.
18 października 1921 bolszewicy powołali Krymską Autonomiczną Socjalistyczną Republikę Radziecką w składzie Rosyjskiej Federacyjnej Socjalistycznej Republiki Radzieckiej.
W czasie II wojny światowej półwysep w okresie od 21 września 1941 do 4 lipca 1942 zajęły wojska niemieckie pod dowództwem Ericha von Mansteina oraz rumuńskie dowodzone przez Nicolae Ciperci. Jako ostatni po długim oblężeniu zdobyty został Sewastopol.
W czasie niemieckiej okupacji została wymordowana znaczna liczba zamieszkujących na półwyspie Żydów i Krymczaków. Liczbę ofiar Zagłady szacuje się na około 44 tys., w tym około 5,5–6 tys. Krymczaków.

### Deportacja Tatarów krymskich
W konsekwencji operacji krymskiej, w maju 1944 roku Krym zdobyła Armia Czerwona. Władze radzieckie pod pretekstem, że w czasie okupacji ludność krymskotatarska kolaborowała z najeźdźcami, zadecydowały o wysiedleniu wszystkich Tatarów krymskich z Krymu do sowieckich republik Azji Środkowej. Główną akcję deportacyjną przeprowadził NKWD w dniach 18–20 maja 1944. W czasie akcji wysiedlono z Krymu około 200 tysięcy Tatarów krymskich. Po wysiedleniu Tatarów przeprowadzono wielką akcję zmiany nazw miejscowości na rosyjskie. W miejsce wysiedleńców przybyli osadnicy rosyjscy. W 1954 roku, w trzechsetną rocznicę ugody perejasławskiej Krym został włączony w granice Ukraińskiej SRR (z wyjątkiem miasta Sewastopol).

### Współczesność
W wyniku masowych przesiedleń dokonywanych jeszcze przed przyłączeniem Krymu do Rosji przez Aleksandra Suworowa (który w 1778 dokonał przesiedlenia ludności ormiańskiej oraz greckiej z Krymu do Rosji), a później deportacji ludności krymskotatarskiej (1944/45) do Azji Środkowej, większość ludności stanowią Rosjanie. Wysiedlenie Tatarów przyniosło upadek gospodarczy półwyspu, zniszczonego wcześniej działaniami podczas II wojny światowej – nowi przybysze z terenów radzieckiej Ukrainy oraz północnych rejonów Rosji nie potrafili poradzić sobie w miejscowym klimacie oraz w przejętych, specyficznych tatarskich gospodarstwach. Po przekazaniu Krymu Ukraińskiej SRR sytuacja się poprawiła – napłynęli nowi osadnicy z południowej Ukrainy, poprawiono zaopatrzenie w wodę (z którą półwysep zawsze miał problemy), wybudowano Kanał Północnokrymski. Już w latach 50. XX wieku wyraźnie zwiększyły się m.in. wydobycie rudy żelaza, produkcja energii elektrycznej, a zwłaszcza wina.
W obliczu rozpadu ZSRR Rosjanie zaczęli zgłaszać postulaty powrotu do Rosji. Autonomia była ceną, jaką rząd ukraiński zgodził się zapłacić za pozostanie Krymu w składzie państwa ukraińskiego i w 1991 r. zamieszkująca półwysep większość rosyjska uzyskała od komunistycznych władz zgodę na utworzenie Krymskiej ASRR, obejmującej obszar obwodu krymskiego, z wyjątkiem miasta Sewastopola, które pozostało bezpośrednio w granicach Ukrainy. Po rozpadzie ZSRR, 5 maja 1992 Rosjanie zamieszkujący półwysep proklamowali powstanie Republiki Krymu.
Ostatecznie osiągnięto kompromis – Krym zrezygnował z niepodległości, a władze niepodległej Ukrainy zgodziły się na status republiki autonomicznej. Sewastopol, niegdyś stanowiący część obwodu krymskiego, został dodatkowym miastem wydzielonym jako siedziba rosyjskiej Floty Czarnomorskiej, mającej stacjonować tu na podstawie umowy między Rosją a Ukrainą do 2017 (w 2010 umowa została przedłużona do 2042 roku). Oprócz tego Rosjanie zajmowali nielegalnie (jak uważała strona ukraińska) na terenie Krymu około 4 tysięcy obiektów instalacji nawigacyjnych na wybrzeżu, w tym 10 latarni morskich.
18 marca 2014, po „ogólnokrymskim referendum” Republika Krymu ogłosiła niepodległość, po czym po trzech dniach została wcielona do Federacji Rosyjskiej. Zmiany nie zostały uznane przez Ukrainę i ONZ.

## Turystyka
Południowa część Krymu, obejmująca Góry Krymskie i wybrzeże czarnomorskie ma duże walory turystyczne i w jej gospodarce turystyka ma duże znaczenie. Zawirowania polityczne i działania wojenne spowodowały poważny spadek ruchu turystycznego w pierwszej połowie 2014 roku.
Do najpopularniejszych atrakcji zalicza się czarnomorskie plaże na południowym brzegu półwyspu, Góry Krymskie z kilkoma udostępnionymi jaskiniami oraz licznymi atrakcjami krajobrazowymi, zabytki Gór Krymskich. Do tych ostatnich należą średniowieczne tzw. skalne miasta: Czufut-Kale, Eski-Kermen, Bakła, Cziłter-Koba, Cziłtier-Marmara, Kaczi-Kalon, Kyz-Kermen, Mangup, Skalne klasztory Inkermanu wraz z twierdzą Kałamita, Szułdan, Tepe-Kermen, twierdza Siujreńska; zabytki tatarskie, zwłaszcza Bachczysaraj i zabytki wybrzeża południowego: w tym bizantyjskie (np. Chersonez Taurydzki) i genueńskie (np. fortyfikacje Sudaku) miasta i twierdze oraz Sewastopol, mający duże znaczenie jako miasto-symbol wojny krymskiej i walk o Krym w czasie II wojny światowej. Na Półwyspie Kerczeńskim atrakcją turystyczną są m.in. wulkany błotne.